# Trobaso
Trobaso è una frazione del comune italiano di Verbania, nella provincia del Verbano-Cusio-Ossola, in Piemonte. È una delle frazioni più popolate di Verbania.
Dista 3,13 km dalla sede comunale, che si trova a Pallanza.

## Geografia fisica
La località si trova allo sbocco delle due valli verbanesi: la Val Grande e la Valle Intrasca, da cui scendono i rispettivi fiumi, San Bernardino e San Giovanni.

## Origine del nome
Viene citata la prima volta in un documento risalente al XI secolo, con il nome TURBAXIS

## Storia
Uno dei più antichi reperti è una lapide con lettere celtiche e latine. È stato capoluogo del decanato di San Pietro, e fungeva da crocevia dei traffici economici tra Intra e le valli.
Ha conservato l'indipendenza amministrativa fino al 1932, anno in cui venne assorbito dall'allora comune di Intra.

## Monumenti e luoghi d'interesse
Chiesa di San Pietro
Risalente al secolo XIV (?) e fu ampliata verso il XVI secolo e portata alle attuali dimensioni. Sono, inoltre, state individuate strutture di epoca romana, facenti probabilmente parte di uno dei tanti tempietti presenti nei vari insediamenti collinari intorno al Lago Maggiore.
Colonna della peste
La colonna, posta all'ingresso dell'antico borgo medievale, è sormontata da una croce di ferro, ed è stata eretta dopo la Peste del 1630 in ricordo del terribile evento. Adiacente alla colonna si può osservare il busto di Giuseppe De Notaris, botanico e Senatore del Regno d'italia, che a Trobaso soggiornò per diverso tempo.

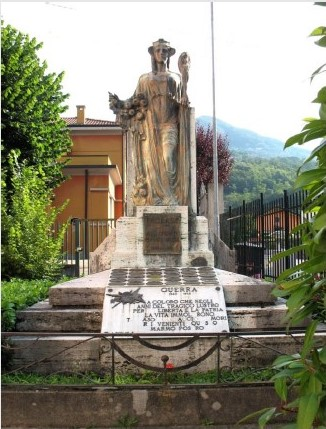
Monumento ai caduti
Il monumento ai caduti di Trobaso è un memoriale dedicato ai caduti nella prima e nella seconda guerra mondiale. È stato inaugurato il 18 giugno 1922 e posto nella piazza di Trobaso, in seguito venne spostato in una scuola.